# یهودیان مصر (فیلم)
یهودیان مصر (عربی: عن يهود مصر) یک فیلم مصری است که در سال ۲۰۱۳ منتشر شد.
این فیلم در مورد تاریخچه حضور یهودیان در مصر است.